# José Pérez Pérez (Offizier)
José Ramón Pérez Pérez (* 5. April 1963 in Valladolid) ist ein Offizier der spanischen Streitkräfte (Fuerzas Armadas Españolas), der als Generalmajor seit 2020 Direktor für Beschaffungen im Logistischen Unterstützkommando des Heeres MALE (Mando de Apoyo Logístico del Ejército de Tierra de España) ist.

## Leben
José Ramón Pérez Pérez begann nach dem Schulbesuch 1982 eine Ausbildung zum Offizier an der Allgemeinen Militärakademie (Academia General Militar) in Saragossa und besuchte nach deren Abschluss als Angehöriger des XLII. Lehrgangs zwischen 1985 und 1987 die Infanterieschule in Toledo ACINF (Academia de Infantería de Toledo). Nach deren Abschluss wurde er im Juli 1987 zum Oberleutnant (Teniente) befördert und diente im 30. Infanterieregiment in Vitoria sowie im Tercio "Don Juan de Austria" 3º de La Legión in Fuerteventura. Im August 1991 wurde er zum Hauptmann (Capitán) befördert und als Kompaniechef zum 14. Mechanisierten Infanterieregiment „Tetuán“ in Castellón abkommandiert. Während dieser Zeit nahm er als Nachrichtenoffizier seines Bataillons an der NATO-Mission für das ehemalige Jugoslawien in Trebinje in Serbien teil. Im November 1998 begann er seine Ausbildung an der Generalstabsakademie der Armee (Academia Central de la Defensa) und schloss diese im Juli 2000 ab. Während dieser Zeit besuchte er auch das Höhere Zentrum für nationale Verteidigungsstudien CESEDEN (Centro Superior de Estudios de la Defensa Nacional) und wurde im Juli 1999 zum Major (Comandante) befördert.
Als Major wurde Pérez Pérez im Mai 2001 als Stabsoffizier dem Hauptquartier der spanischen Manövertruppe zugeteilt und trug zum Aufbau des Schnellen Spanischen Einsatzkorps Rapid Deployable Corps-Spain NRDC-ESP HQ, dem Cuartel General Terrestre de Alta Disponibilidad (CGTAD), innerhalb der International HQ NATO Force Structure bei. Er wurde nacheinander als Leiter für O&C-Pläne (Operations & Control), Leiter für Rezeptions-, Inszenierungs- und Weiterführungspläne RSOM (Reception, Staging and Onward Movement) und Leiter für kurzfristige Pläne eingesetzt. 2007 wurde er zum Oberstleutnant (Teniente Coronel) befördert und nahm als NRDC-ESP-Stabsoffizier an der NATO-Hilfsoperation in Pakistan (RSOM-Chef) und an der Libanon-Operation der Vereinten Nationen als Verbindungsoffizier (LNO) teil. Er wurde im April 2010 zum Kommandeur des Leichten Infanteriebataillons „Toledo“ ernannt und gehörte dem Regiment „Principe“ der Brigade „Galicia“ VII an. Er nahm als Bataillonskommandeur an der Mission ASPFOR XXXII ((Afghanistan SPanish FORce)) in der Provinz Badghis des Regionalkommandos WEST in Afghanistan teil und wurde nach seiner Rückkehr als Planungschef des HQ CGTAD in Valencia eingesetzt. Nachdem er zum Oberst (Coronel) befördert worden war, übernahm er im Juli 2014 den Posten als Kommandeur des „Palma 47“-Regiments in Palma de Mallorca. Nach zwei Jahren als Kommandeur wurde er für 6 Monate der Generalinspektion des Heeres (IGE) in Barcelona zugeteilt. Er war Absolvent des 67. Lehrgangs des Zentrums für fortgeschrittene militärische Studien (Centre des Haute Études Militaire) und des 70. Lehrgangs des Instituts für Höhere Studien in der Landesverteidigung IHEDN (Institut des Hautes Études de Défense Nationale) in Paris.
José Pérez Pérez wurde am 2. März 2018 zum Brigadegeneral (General de Brigada	) befördert und als Unterdirektor für Waffensysteme im Logistischen Unterstützkommando des Heeres MALE (Mando de Apoyo Logístico del Ejército de Tierra de España) eingesetzt. Er wurde am 15. Dezember 2020 zum Generalmajor (General de División	) befördert und übernahm daraufhin den Posten als Direktor für Beschaffungen im Logistischen Unterstützkommando des Heeres. Er ist verheiratet und Vater von drei Kindern.